# Louise av Preussen (1770–1836)
Frederica Dorothea Louise Philippine av Preussen, född 24 maj 1770, död 7 december 1836, var en preussisk prinsessa.

## Biografi
Louise av Preussen var dotter till prins August Ferdinand av Preussen och Elisabeth Louise av Brandenburg-Schwedt och brorsdotter till kung Fredrik den store. Hon gifte sig 1796 med den polske prinsen Antoni Radziwiłł och blev mor till Elisabeth Radziwill. Hon ingick ett kärleksäktenskap i stället för ett arrangerat äktenskap, som annars var vanligt. Paret bodde i Berlin där deras hus blev centrum för stadens societetsliv. Makarna blev berömda för sina fester, som sades vara mer praktfulla än de vid hovet, och sitt intresse för musik.
Louise var påtänkt för äktenskap med både Storbritanniens och Bayerns tronarvingar, och även Gustav III ska ha uttryckt en önskan att gifta sig med henne om han vore fri att göra det. År 1795 besökte den mycket förmögna polska adelsfamiljen Radziwill Berlin och blev ofta sedda gäster hos hennes föräldrar. Louise och Anton blev förälskade och ville gifta sig, något de till slut fick tillåtelse att göra, och blev lyckliga med varandra. Ett av hennes föräldrars villkor för att gå med på äktenskapet var att hon skulle fortsätta att bo nära dem, och paret bosatte sig därför i Berlin.
Äktenskapet godkändes av kungahuset men förlovningen fick inget offentligt erkännande av det slag som skulle ha getts annars, eftersom Radziwill inte kom från ett regerande furstehus utan bara ett adligt. Hedvig Elisabet Charlotta av Holstein-Gottorp beskriver henne under sitt besök 1798 som kvick och begåvad och tillägger att hennes äktenskap ogillades av kungahuset men att det hade tillåtits eftersom paret älskade varandra och familjen Radziwill var mycket rik, samt att det "var nödvändigt för att undvika skandal".